# Luis Alfredo Carvajal Rosales
Luis Alfredo Carvajal Rosales (* 17. Oktober 1913 in Ibarra; † 25. April 2003) war Bischof von Portoviejo.

## Leben
Luis Alfredo Carvajal Rosales empfing am 4. Juli 1937 die Priesterweihe.
Pius XII. ernannte ihn am 28. Juli 1955 zum Weihbischof in Portoviejo und Titularbischof von Coptus. Der Apostolische Nuntius in Ecuador, Opilio Rossi, weihte ihn am 28. Oktober desselben Jahres zum Bischof; Mitkonsekratoren waren Leonidas Eduardo Proaño Villalba, Bischof von Riobamba, und Silvio Luis Haro Alvear, Bischof von Ibarra.
Er nahm an der ersten und vierten Sitzungsperiode des Zweiten Vatikanischen Konzils teil. Paul VI. ernannte ihn am 20. August 1963 zum Koadjutorbischof von Portoviejo. Nach der Emeritierung Nicanor Carlos Gavinales Chamorros folgte er ihm am 17. Februar 1967 als Bischof von Portoviejo nach. Am 6. August 1989 nahm Johannes Paul II. seinen altersbedingten Rücktritt an.